# Вале ди Тева (Пезаро и Урбино)
Вале ди Тева је насеље у Италији у округу Пезаро и Урбино, региону Марке.
Према процени из 2011. у насељу је живело 22 становника. Насеље се налази на надморској висини од 351 м.